# 谋生之路
《谋生之路》（英語：Making a Living）是一部单卷喜剧短片，也是查理·卓别林的第一部电影。 该电影在三天之内由加利福尼亚州洛杉矶的启斯东电影公司完成，并于1914年2月2日发行。 卓别林在剧中饰演了一个迷人的骗子，并与一名新闻记者和一名启斯东警察周旋。 除了共同编写剧本和指导制作之外，亨利·莱尔曼还担任主要配角。

## 情节
在影片的开头，卓别林饰演一个“骗子”，并试图说服路人（亨利·莱尔曼 饰）给他钱。 接下来，卓别林与一名年轻女子调情并向她求婚，并得到了她的同意。这时，扮演新闻记者的莱尔曼走近这位女士，向她赠送了一束鲜花和一枚戒指，但她拒绝接受，并表示她现在已订婚。莱尔曼看到了卓别林，两人之间的鬧劇随即展开。后来，莱尔曼饰演的角色在寻找新闻报道时目睹并拍摄了一场车祸，捕捉到一辆汽车从陡峭的高山上翻滚的戏剧性画面。当他和一群旁观者试图帮助不幸被压在失事汽车下的司机时，卓别林经过此处并偷走了留有这照片的相机。然后，他带着这张照片跑到当地的报社，报告了这起车祸，并声称这张照片是他自己拍摄的。启斯东警察进行了短暂的追捕，愤怒的莱尔曼追上了卓别林，随后两人在市中心的一条街道上打斗。一辆迎面而来的有轨电车把他们推到了前面的排障器上，并继续沿着街道行驶，离开了画面。

## 演员

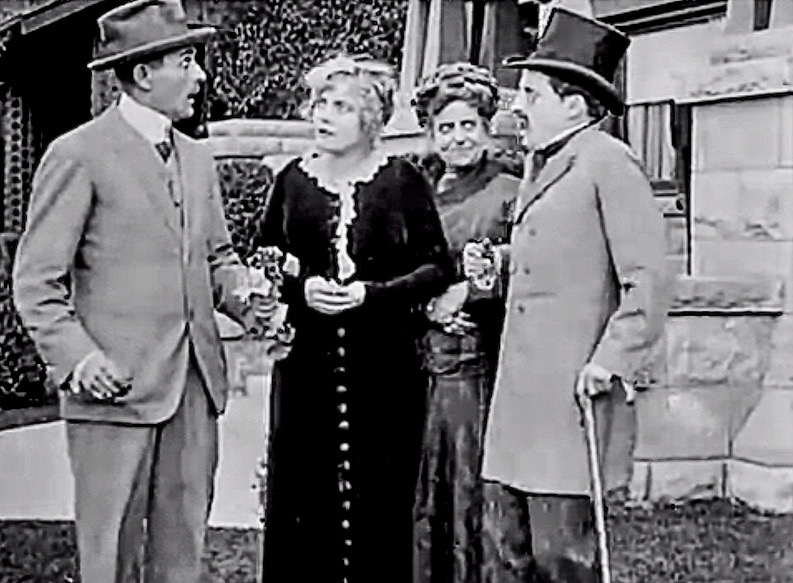
电影中的一个场景，左起分别是是莱尔曼、弗吉尼亚·科特利、爱丽丝·达文波特和卓别林

- 查理·卓别林 饰 骗子
- 亨利·莱尔曼 饰 记者
- 艾玛·克利夫顿 饰 一个吃醋的妻子
- 弗吉尼亚·科特利 饰 女儿
- 爱丽丝·达文波特 饰 母亲
- 明塔·德菲 饰 女人
- 切斯特·康克林 饰 警察/流浪汉
- 查尔斯·英斯利 饰 报纸编辑（未经证实）

## 制作
卓别林在电影中留着大胡子，戴着礼帽，并拄着一根手杖。他著名的「小流浪汉」银幕角色直到他的下一部电影《威尼斯兒童賽車》才出现，该片在《谋生之路》发行仅五天后由启斯东发行。卓别林回忆他与莱尔曼在《谋生之路》中的合作时，坚称导演“故意地”从短片的最后剪辑中删除了他表演中最好的部分。 根据卓别林的说法，雷尔曼是“一个虚荣的人”。多年后他本人确实“承认”错误剪辑了镜头，因为他觉得这位年轻的英国人傲慢并且“知道的太多”。

在1985年的喜剧演员传记《卓别林的艺界人生》中，英国电影评论家和历史学家大卫·罗宾逊进一步深入了解了这部短片的制作过程，包括其拍摄地点、卓别林在银幕处女作中服装选择的演变，以及他在一些场景中的表演风格：
卓别林的第一部电影《谋生之路》是启斯东精心制作的作品之一。它的故事情节比较完善，一部分是在舞台上拍摄的，一部分是在附近房子的花园里拍摄的，一部分是在格伦代尔大道的街道上拍摄的。卓别林的服装、化妆和角色类似于《The Wow-Wows》和《A Night in a London Club》中的阿奇博尔德·宾克斯，但查理的形象尚未出现。 他穿戴着灰色礼帽、格子马甲、硬领、斑点领结和单片眼镜。最令人惊讶的是，一个情绪低落的舞台反派留着长长的、下垂的胡子。在电影的开始，他通过接触一位路过的朋友（由莱尔曼饰演）借钱，证明了他优雅而自命不凡的欺诈行为。第一个典型的卓别林噱头是，他轻蔑地拒绝接受提供的硬币，认为这太卑鄙，但在朋友改变主意之前，他匆忙地抓住了它。
尽管雷尔曼和里德·赫斯蒂斯经常会被认为共同编写了这部电影的场景，但卓别林在他的自传中提出了他对制作初期剧本状态的看法。他写道：“我们没有故事，这是一部关于印刷机的纪录片，带有一些喜剧色彩。” 他接着表示，莱尔曼似乎在“探索想法”，因此作为“启斯东的新人”，他开始提出建议。卓别林接着说道：“这就是我与雷尔曼产生分歧的地方。”
街景镜头描绘了1914年洛杉矶市中心的各个区域。在骗子与报社记者街头打架的镜头中，弗里蒙特酒店的标志在背景中短暂出现。这家酒店在20世纪40年代关闭，整个建筑于1955年被拆除。

## 反响
广为阅读的纽约贸易杂志《电影世界》在1914年2月7日的一期中，对这部喜剧作了简短而非常积极的评论：
在影片中扮演神经质且迷人的聪明角色的是第一流的喜剧演员，他的演技就像是天性使然。它充满了难以形容的动作，但其中有很多新鲜且意想不到的乐趣，让人们一直发笑。它是愚蠢而有趣的，即便是头脑清醒的人也会发笑，但人们会在晚间外出享受美好时光时大哭。
在影片上映后的几个月里，随着它在美国各地流传，许多城市和小镇的报纸，如阿肯色州温泉城的《The Sentinel-Record》，都认为这部短片“令人发笑”，是启斯东另一部“优秀而活泼的喜剧”；他们鼓励读者去看看。 俄克拉荷馬州奇克谢的当地报纸将《谋生之路》描述为“从头到尾都在尖叫”；在明尼蘇達州的伯米吉，美琪剧院宣传道：“如果你以前从未笑过，那么你看到了这部喜剧之后一定会笑的。”在1914年有关这部电影评论以及宣传这部喜剧的报纸广告中，查理·卓别林和其他表演者的名字很少被提及，这在当时在电影业出版物领域之外并不少见，尤其是在关于单卷影片的新表演者。 然而，1914年6月，德克萨斯州布朗斯维尔的迪特曼剧院确实在该镇的报纸上提到，其放映的《谋生之路》包括一位“启斯东喜剧中的新喜剧演员”，剧院称其为“查尔斯·查佩尔”。该剧院的管理层和影迷们并不知道，到第二年年底，这位查佩尔先生将成为一名国内外公认的电影名人和一个不断成长的杰出人物。

《谋生之路》中的一幕让观众尤为兴奋，甚至在1914年促使电影业观察家评论莱尔曼和启斯东愿意在他们的电影项目上投入大量资金，即使是简单的单卷短片。这一幕正是电影中的车祸镜头。 总部位于纽约的另一家贸易刊物《The Motion Picture News》报道了在制作过程中上演该事故的财务成本：
启斯东的导演亨利·莱尔曼在他的上一部影片《谋生之路》中，将一辆当时价值1,500美元的汽车翻过悬崖。为了达到这一效果，他们使用了一辆几乎全新的斯圖貝克汽车。在悬崖底部找到它时，它就像一堆燃烧的木头一样。这昂贵的一幕花费了一大笔钱，但启斯东通过这种方法得到了刺激的效果。

## 备注
1. ↑  这是少数几部卓别林和启斯东警察一起出现的电影之一。
2. ↑  卓别林的前三部电影，包括他的标志性流浪汉形象的前两部，在短短一周的时间里上映。
3. ↑  《The Wow-Wows》和《A Night in a London Club》都是卓别林在Fred Karno公司担任演员期间期间表演的两部受欢迎的舞台剧或喜剧。